# Maria Orska
Maria Orska (16 de marzo de 1893-16 de mayo de 1930) fue una actriz teatral y cinematográfica alemana activa en la década de 1920.

## Biografía
Su verdadero nombre era Rachel Blindermann, y nació en Mykolaiv, en aquel momento parte del Imperio Ruso y actualmente de Ucrania. Era la primogénita de Habrán Moiseyvich Blindermann, un abogado de origen judío, y de Augusta Frankfurter. Maria Orska, que hablaba con fluidez alemán, francés, italiano, ruso y polaco, fue descubierta por el actor Ferdinand Gregori en San Petersburgo, llevándola en 1909 al Conservatorio de Viena. En 1910 siguió a Gregori al Hoftheater de Mannheim, donde debutó como Daisy Orska. En 1911 llegó al Schauspielhaus de Hamburgo, y en 1915 actuaba para Max Reinhardt en Berlín. 
En Berlín, Maria Orska trabajó con Rudolf Bernauer en el Hebbel Theater y en teatros de Max Reinhardt, y fue famosa por sus papeles en obras de August Strindberg, Frank Wedekind y Luigi Pirandello. También fue famosa en Alemania por sus papeles cinematográficos, aunque el teatro fue siempre su primera opción como actriz. Su primera película fue Dämon und Mensch (1915), una producción de Jules Greenbaum, uno de los pioneros del cine alemán. La mayor parte de las películas interpretadas por Orska fueron producidas por Alfred Maack, un director y productor empleado por Greenbaum. En ocasiones aparecía en los créditos con el nombre de Maria Daisy Orska.
Oskar Kokoschka la dibujó en 1922, un retrato que se contempla como litografía en colecciones de varios museos. Orska se casó con un destacado banquero judío berlinés el 12 de noviembre de 1920. Mucho mayor que ella, se trataba del Barón Hans von Bleichröder (hijo de Gerson von Bleichröder), por lo que ella pasó a ser la Baronesa von Bleichröder. Se divorciaron en 1925. Maria Orska tuvo un amante, el acaudalado empresario y geólogo Julius Heinrich Koritschoner, de Viena, que se suicidó por arma de fuego en Constantinopla  en 1928, probablemente a causa de su adicción a la morfina.
La hermana de Maria Orska, Gabryela Marchesa di Serra Mantschedda, se casó con un aristócrata italiano, y se suicidó en 1926 ahorcándose con la cuerda de una cortina en un hotel de Berlín, tras una discusión con Maria.
Su hermano menor, Edwin Orska, aviador de la Fuerza Aérea del Imperio Ruso, sobrevivió a la Revolución rusa y vivió en Berlín hasta 1937.   
Maria Orska se suicidó en 1930 en Viena, Austria. Se sugiere que influyó en su muerte una adicción a la morfina que tuvo en sus últimos años.

## Filmografía
- 1915: Dämon und Mensch
- 1915/1916: Das tanzende Herz
- 1916: Die Sektwette
- 1916: Der lebende Tote
- 1916: Der Sumpf
- 1916: Das Geständnis der grünen Maske
- 1916: Adamants letztes Rennen
- 1917: Die schwarze Loo
- 1921: Die letzte Stunde
- 1920/1921: Die Bestie im Menschen
- 1920/1921: Der Streik der Diebe
- 1922: Fridericus Rex
- 1922: Opfer der Leidenschaft
- 1922/1923: Fridericus Rex. 3. Sanssouci